# Cedria galinae
Cedria galinae är en stekelart som beskrevs av Sergey A. Belokobylskij 1990. Cedria galinae ingår i släktet Cedria och familjen bracksteklar. Inga underarter finns listade.